# Валеев-Сульва, Сулейман Яруллович
Сулейман Яруллович Валеев-Сульва (1899—1956) — татарский советский актёр и режиссёр.
В 1919 году был актёром театральных фронтовых бригад. В 1920 году стал членом РКП (б). В 1920—1923 годах — режиссёр татарского рабоче-крестьянского театра в Оренбурге, в 1925—1926 годах — татарского Крымского театра в Симферополе.

«Работая в области искусства с перерывами (граждан[ский] фронт) около 15 лет, мне не удалось получить систематического школьного образования. Сначала свою работу начал как мебельщик в оренбургском народном доме и, пройдя все этапы подъема (цирк, эстрада, драма, кино), в настоящее время я работаю очередным режиссёром в Татгосакадтеатре. Все мои познания зиждутся на самообразовании и практическом стаже, а потому в глубокой проработке той или иной пьесы страшно чувствуется несистемность моих познаний, нехватка специального театрального образования. Почему нельзя за летние каникулы пополнить, а также научно переподготовиться, прошу коллегию Наркомпроса командировать меня в г. Москву для научной переподготовки, а также на месте изучения теор.дела Москвы, тем более в начале мая будут организованы курсы по переподготовке режиссеров»
. Эти строки из заявления режиссёра-артиста Татарского государственного академического театра (ТГАТ) Сульвы-Валеева, адресованного коллегии Наркомпроса ТАССР, дают точное представление о начале его творческой деятельности и об уровне подготовки.
В 1931—1932 годах учился в ГИТИСе на режиссёрском факультете. В 1928—1931 и 1938—1940 годах работал как режиссёр и актёр в академическом театре им. Г. Камала (Казань). В 1934—1938 годах — актёр, режиссёр Казанского татарского рабочего театра «ЭШЧЕ (Рабочий)»
В 1949—1956 годах — главный режиссёр и директор Татарский республиканский передвижной театр (ныне Татарский театр драмы и комедии имени Карима Тинчурина).
Экспериментатор.
С. Валеев-Сульва содействовал утверждению советского репертуара на национальной сцене. Поставил первые татарские пьесы о Красной Армии: «Шлем» Минского, «Борьба за Казань» Алымова (1928), «Банкрот» Г. Камала (1933), «В вороньем гнезде» (1929), «Отелло» Шекспира (1936), «Увядшие цветы» Джабарлы (1953), «Седая девушка» Хэ Дзинь-Чжи и Дин Ни (1955).

## Основные постановки
- «Наёмщик» Тази Гиззата (1928)
- «Бишбуляк» Тази Гиззата
- «Голубая шаль» Карима Тинчурина (1929)